# Gutshaus Golchen

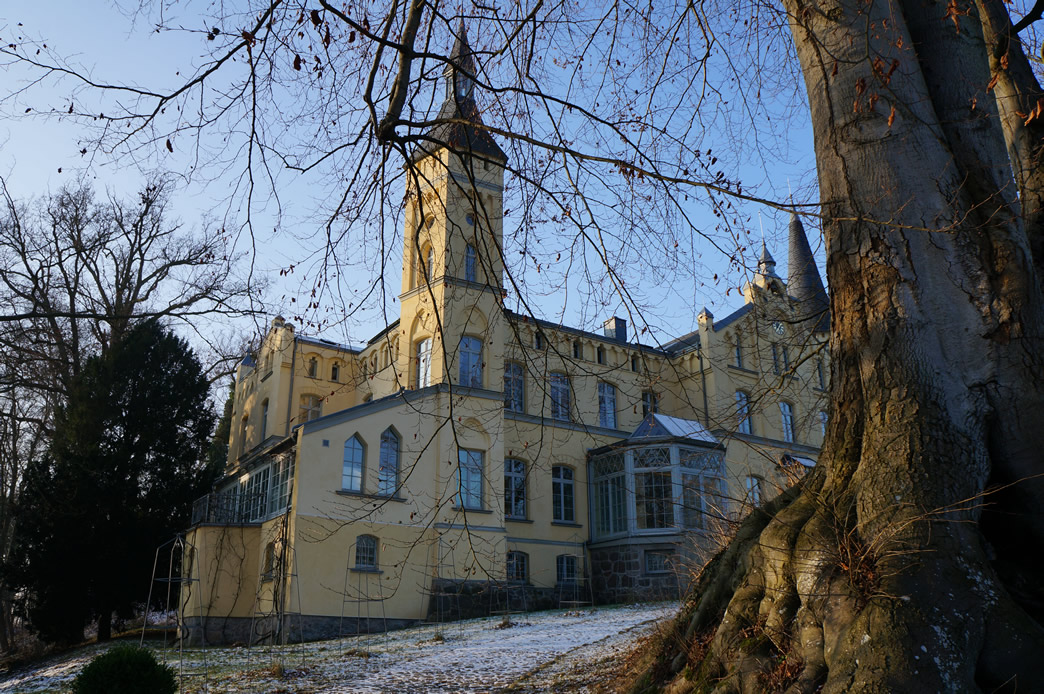
Gutshaus Golchen

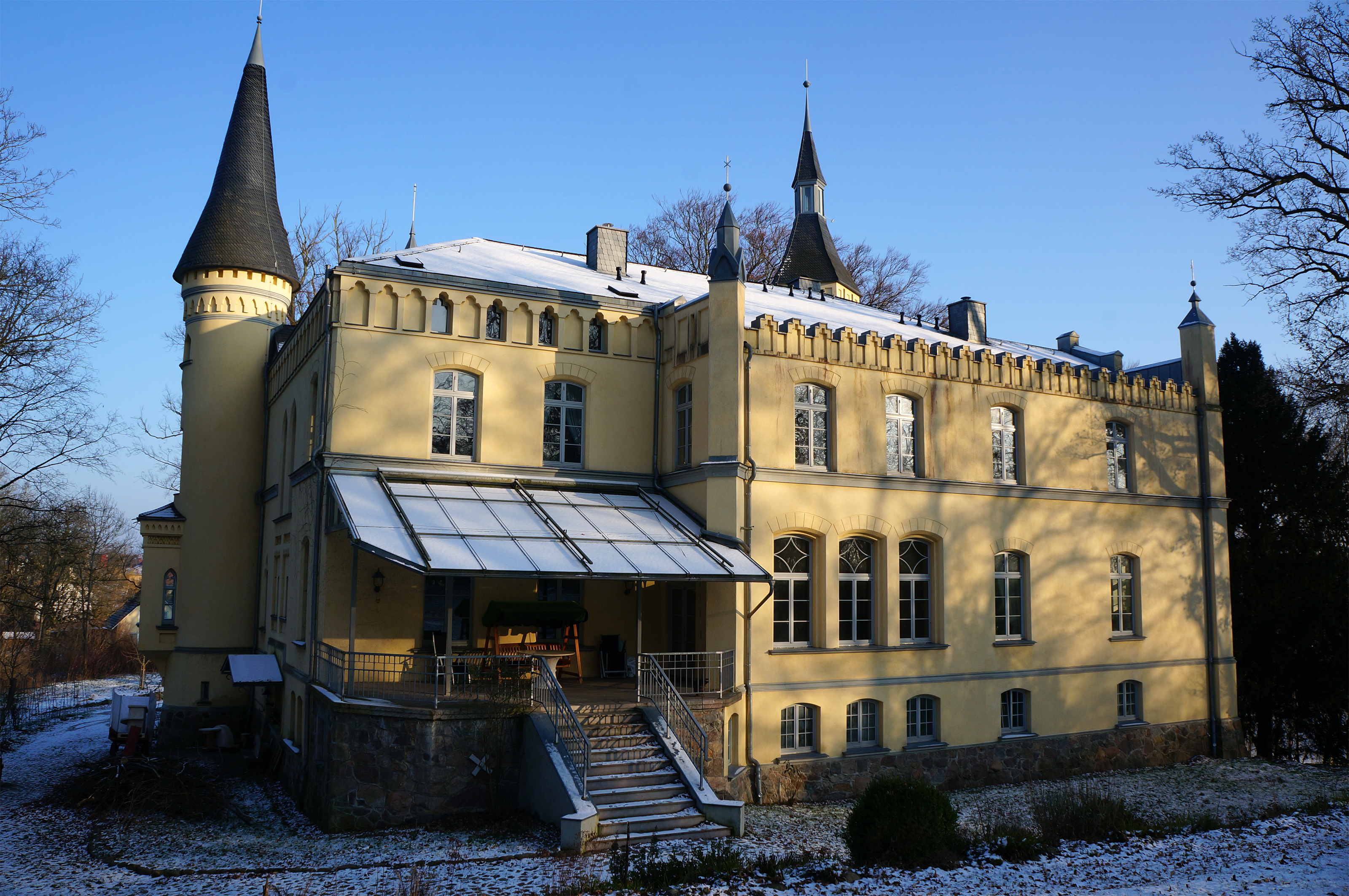
Gutshaus Golchen Rückansicht

Das Gutshaus Golchen ist ein Herrenhaus im Ortsteil Golchen in der Stadt Brüel im Landkreis  Ludwigslust-Parchim in Mecklenburg-Vorpommern.

## Anlage
Auf einem 24 Hektar großen Anwesen im Ort Golchen, umgeben von drei Seen, liegt das Herrenhaus auf einer ehemaligen slawischen Ringwallanlage. Die Wallanlage besteht aus zwei fast kreisrunden Wällen, die zu beiden Seiten von Seen begrenzt werden und etwa 350 Meter auseinander liegen. Das Gelände ist mit hohen Buchen und Eichen bewachsen.
Neben der ausgedehnten Park- und Gartenanlage liegt im südlichen Bereich der Heidensee, an dessen Ufer sich ein Mausoleum und die Grabstellen der Familie von Stralendorff befinden. Nordöstlich befindet sich der Kühlensee und westlich wurde in den 1990er Jahren ein Teich angelegt, der als Biotop dient.
Von den Wirtschaftsgebäuden, links und rechts des ehemaligen Gutshofes und der heutigen Dorfstraße, waren 1994 noch wenige in desolatem Zustand erhalten. Auf der südlichen Straßenseite war, auf Grund seiner neugotischen Architekturzitate aus roten und gelben Backsteinen, ein Bau über L-förmigem Grundriss und mit ursprünglicher Schilfdeckung besonders auffällig. Er stand unter Denkmalschutz, wurde jedoch im Zuge der Arbeitsbeschaffungsmaßnahmen 1995 manuell abgebrochen. Der Giebel des linken, vierachsigen Flügels erschien als großes Maßwerkfenster mit verzierten Kreisblenden in den Zwickeln. Ein Gurtgesims als Deutsches Band teilte die mittleren zwei Achsen, die im Obergeschoss je Bogenfeld Öffnungen und im Erdgeschoss in allen vier Feldern Tore hatten. Die noch originalen Kreuzstockfenster des fünfachsigen, traufständigen Traktes waren stichbogig geschlossen. Ebenso reich geschmückt wie der Giebel des Flügels war ein Risalit in der äußeren rechten Achse. Die drei Spitzbögen im Giebel hatten Kreisblenden und wurden ebenfalls durch ein Gurtband und einen über die gesamte Breite gespannten Segmentbogen geteilt. Die Toröffnung war vermauert.
Das Gutshaus ist, nach einem Umbau von 1857, ein vielgliedriger, verputzter Baukörper, der auf einem sehr hohen Kellergeschoss ruht. Ein Walmdach überdeckt den Haupttakt und die rückwärtige Erweiterung, Satteldächer die Risalite. Die Mitte der Hof- bzw. Ostfassade bildet der vierachsige, zweigeschossige blockhafte Ursprungsbau, der auf seiner rechten Seite einen dreiachsigen und dreigeschossigen Risalit bildet. Der Staffelgiebel ist fialen- und firstbekrönt, im letzteren befindet sich eine Glocke von einem kleinen Dachreiter getragen. Der Mittelachse ist ein Standerker vorgesetzt und die darüber liegenden Fenster fasst ein vertiefter Tudorbogen, im Zwickel die Uhr. Die Geschosse trennen farblich abgesetzte Gesimse. Alle Geschossfenster sind stichbogig geschlossen, die des Drempels spitzbogig – der Arkadenfries wurde wiederhergestellt. Ebenso ist der Eingang mit seiner modernen Stahlkonstruktion gegenüber der gusseisernen von 1885 kenntlich. Die Freitreppe gleicht das unterschiedliche Geländeniveau aus. Die linke Seite der Hoffront endet in einem sechseckigen, dreigeschossigen Turm mit Haube und Dachreiter, die Fenster mit Maßwerk – an der rechten Seite befindet sich ein runder Turm mit spitzem Helmdach. Am Südostgiebel ist an der linken Seite ein dreiachsiger und zweigeschossiger Risalit um zwei Achsen vorgezogen. Im Erdgeschoss schließt eine Terrasse die Nische zwischen Turm und Risalit. Darunter, im Kellergeschoss, befindet sich ein Raum mit spitzbogigen schmalen Fenstern und sechseckigem Erker, äußerlich einen kapellenähnlichen Eindruck erweckend. Die Gartenfront ist ebenfalls räumlich gestaffelt. Der linke zweigeschossige Teil des Ursprungsbaus ist an seiner rechten Seite durch Verlängerung der Sparren vorgezogen, so dass hier der Drempel des Bodengeschosses entfällt. Die Nische im Erdgeschoss ist jetzt Veranda und Wintergarten. Im Inneren sind sowohl die Halle mit dem stuckierten Rippengewölbe und Schlussstein, der Holzpaneele mit einem ornamentalen Fries rekonstruiert, wie auch alle anderen Innenräume. Die Farbgebung der Fassaden setzt sich im Inneren fort.

## Besitzer
Im  Jahr 1219 wurde das Gut zur Klostergründung „Sonnenkamp“ (Neukloster) in dessen Besitz aufgenommen. Nach der Reformation gab es wechselnde Besitzer. 1693 kaufte Johann von Treuenfels das Gut, nachdem er am 4. November 1689 durch König Karl XI. mit dem Adelsprädikat von Treuenfels in den schwedischen Adelstand erhoben wurde. Sein jüngst geborener Daniel Friedrich (1706–1777) und seine Frau Charlotte Elisabeth geb. von Barner verkauften das Gut, nachdem zwei ihrer Söhne im nahen See ertrunken waren. Das Gut befand sich ab 1783 im Besitz der Familie von Ko(h)lhans. 1802 ist der Rittmeister Ulrich Johann von Kohlhans auf Golchen bezeugt. Aufgrund eines Fideikommissminorats für Christian Friedrich von Kolhans-Wotrum kam es dann zu einer Namen- und Wappenvereinigung als „v. Stralendorff genannt v. Kolhans“. Dieser hatte in erster Ehe Wilhelmine von Stralendorff geheiratet. Und so nahm Ulrich von Stralendorff am 26. April 1775 dann frühzeitig den Namen und das Wappen derer von Kolhans an.
Bauzeitlich sind die genannten Strukturierungen in der Mitte des 19. Jahrhunderts vor allem Richard sen. von Stralendorff gen. von Kolhans (1828–1907), verheiratet mit Helene von Uslar-Lischow, zuzuschreiben. Er hatte zusätzlich noch das Nachbargut Necheln erworben und vererbt den Besitz Golchen an seinen zweiten Sohn Joachim von Stralendorff (1861–1918). Dessen jüngerer Bruder Richard von Stralendorff, geboren 1868 auf Golchen, wiederum agierte vormals, bis zu seinem Tod 1902, als Pächter von Golchen.
Die Begüterung Golchen umfasste nach dem 1928 letztmals amtlich publizierten Güter-Adressbuch Mecklenburg 501 ha Flächen. Innerhalb dieses Eigentum waren 37 ha Waldbesitz. Seitens des Besitzers wurde eine mittelgroße Landwirtschaft betrieben. Der letzte Eigentümer des Gutes vor der Bodenreform-Enteignung in den Jahren von 1918 bis 1945 war Heinrich Richard von Stralendorff gen. von Kolhans. Er wurde in Zahrensdorf am 3. Juni 1945 unter ungeklärten Umständen im Beisein seiner Familie ermordet und liegt im Park von Golchen begraben. Die Enteignungen der Bodenreform folgten nach.
Seit 1998 befindet sich das Anwesen in Privatbesitz.